# Fritz Kahlenberg
Fritz Dietrich Kahlenberg (Berlijn, 12 februari 1916 – New York, 15 oktober 1996) was een Nederlands fotograaf en verzetsstrijder tijdens de Tweede Wereldoorlog.
Kahlenberg was vanwege zijn Joodse afkomst in de jaren dertig vanuit nazi-Duitsland naar Nederland gevlucht en werkte als fotograaf en filmer. Hij richtte in 1944 samen met Tonny van Renterghem de verzetsgroep De Ondergedoken Camera op die bestond uit fotografen die illegaal de Duitse bezetting vastlegden op de foto.
Fritz en zijn vrouw Ingeborg Kahlenberg-Wallheimer (ook een Duitse vluchteling en fotograaf) trouwden in 1946 en emigreerden enkele jaren later naar de Verenigde Staten. Ze stierven kort na elkaar in oktober 1996 in New York op respectievelijk 80- en 76-jarige leeftijd.
Net zoals zijn vrouw werd hij na de Tweede Wereldoorlog onderscheiden met het Verzetsherdenkingskruis.
Op het Haveneiland-Oost te Amsterdam is de Fritz Dietrich Kahlenbergstraat naar hem vernoemd.

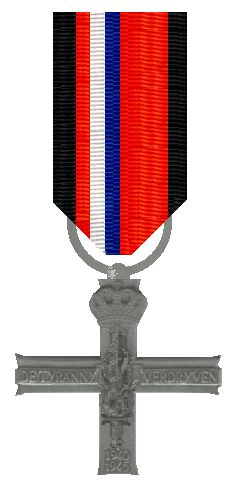
VHK

- Biografisch Portaal: 50497560
- Gemeinsame Normdatei: 1182001688
- RKD-Nederlands Instituut voor Kunstgeschiedenis: 295764
- Virtual International Authority File: 4538155411329908940001
- WorldCat: E39PBJqfKtPQxfcf6xGChGdJDq